# アンネローゼ・シュミット
アンネローゼ・シュミット（Annerose Schmidt, 本名：アンネローゼ・ベック (Annerose Boeck) 1936年10月5日 - 2022年3月10日）は、ドイツ、ルターシュタット・ヴィッテンベルク出身のピアニストである。

## 略歴
- 1936年：ドイツ、ヴィッテンベルクに生まれる[2]。
- 1945年：コンサートデビュー
- 1948年：コンサートディプロムを取得
- 1955年：ライプツィヒ音楽院を卒業
- 1955年：ショパン国際ピアノコンクールでノミネート
- 1956年：ドイツ民主共和国ピアノコンクール優勝
- 1956年：ピアニストと歌手のためのローベルト・シューマン国際コンクールで優勝
- 1958年：西欧を初めとする海外コンサートツアーを開始
- 1961年：ドイツ民主共和国芸術章
- 1964年：ロベルト・シューマン賞
- 1985年：ハンガリー政府から　バルトーク章
- 1987年：ハンス・アイスラー音楽大学ベルリン教授及びピアノ学科学部長に就任
- 1990年：ハンス・アイスラー音楽大学ベルリン学長に就任
- 1995年：同職を退任
- 2000年：ショパン国際ピアノコンクール評議員を務める
- 2003年：ドイツ連邦共和国功労勲章
- 2006年：健康上の障害を理由に、コンサートピアニストを引退

## 演奏歴とその音楽
父がヴィッテンベルク音楽院の院長であったため、英才教育を受け、幼少時に正式にデビューした。
1955年、ショパン国際ピアノコンクールへの参加後から積極的に旧共産圏を中心としたコンサートツアーを行う。1958年からは北欧やイギリス・オランダ・オーストリア・ルクセンブルクでも演奏を行い、アメリカにも訪れている。日本には1973年から数回訪れている。特に東ドイツとの国交樹立後に次々と来日する文化使節の顔的な存在としてスポットが当てられていた。

## 主な録音
- モーツァルト：ピアノ協奏曲全集 - クルト・マズア指揮／ドレスデン・フィルハーモニー管弦楽団
- ブラームス：ピアノ協奏曲第2番 - ヘルベルト・ケーゲル指揮／ドレスデン・フィルハーモニー管弦楽団
- グリーグ：ピアノ協奏曲 (グリーグ) - クルト・マズア指揮／ドレスデン・フィルハーモニー管弦楽団
- ショパン：ピアノ協奏曲第1番・第2番 - クルト・マズア指揮／ライプツィヒ・ゲヴァントハウス管弦楽団
- ショパン：ピアノ小品集
- シューマン：ピアノ作品集（クライスレリアーナなど）
- チェルニー：50番練習曲集

## 参考
音楽之友社編『名演奏家事典　≪中≫』音楽之友社、1982年1月、ISBN 4276001323